# Clímaco de la Peña
Climaco de la Peña Almirón (1829-1877) fue un político argentino de la segunda mitad del siglo XIX que en 1877 fue elegido gobernador de Córdoba, falleciendo antes de asumir el cargo.

## Datos biográficos

### Legislador provincial
Hijo de Cruz Dolores de la Peña Luna y de Mercedes Almirón Moyano, tuvo una larga carrera en los asuntos políticos locales. Fue miembro de la Asamblea de Diputados desde 1866 hasta 1868, diputado provincial desde 1872 hasta 1874; y senador provincial por el Departamento Totoral desde 1874 hasta 1875.

### La elección de 1877
Entre 1874 y 1877 la provincia de Córdoba fue gobernada por Enrique Rodríguez, aliado político del presidente Nicolás Avellaneda. El 16 de octubre de 1876 se convocó al electorado de la provincia para el 19 de noviembre siguiente, oportunidad en la que quedarían nombrados un nuevo gobernador y vicegobernador. Entre tanto, Rodríguez estaba empeñado en que las nuevas autoridades siguieran su línea de acción.
El Colegio Electoral se reunió el 17 de enero de 1877, bajo la presidencia de Belindo Soaje. Por 32 votos fue nombrado gobernador Climaco de la Peña, en tanto 6 representantes sufragaron por Cayetano Lozano. Al votarse para vicegobernador, los delegados electorales se dividieron más profundamente. No obstante, el liberal Antonio del Viso, exministro de Rodríguez, obtuvo un triunfo con buen margen, alcanzando 21 votos. Felipe Díaz González logró 16 sufragios y Gerónimo L. del Barco, un voto.
La "lucha electoral" se había efectuado mediante tratativas urgidas por el afán de los liberales de no dejar solos a los oficialistas católicos en la conducción del futuro gobierno de Córdoba. La fórmula designada (De la Peña-Del Viso) pareció conformar a la mayoría de los cordobeses ajenos a toda maniobra electoral.

### Muerte
De la Peña se encontraba en trance de elegir a sus cercanos colaboradores, cuando fue invitado por Luis Rossi a un almuerzo en su residencia. Concurrió Climaco de la Peña con algunos de sus amigos, a lo que fue un almuerzo de celebración y brindis. De la Peña se retiró al término del agasajo a su residencia particular, pero no pasaron muchas horas cuando sintióse indispuesto y falleció. Era el 5 de mayo de 1877 y el 17 de ese mes debía haberse cargo de la gobernación. 
Las conjeturas más extrañas anduvieron en el comentario de la ciudadanía. Unos argumentaban que "Don Climaco" -muy querido caudillo de la clase trabajadora en la cual gozaba de popularidad- había sido envenenado; otros, que su muerte había sido natural porque estaba apesadumbrado por haber fallecido su esposa, Amelia Brian Congoul, poco antes. Este suceso causó un hondo pesar en los cordobeses, quienes discutían si el vicegobernador Del Viso podía asumir el cargo. El presidente Nicolás Avellaneda, amigo de De la Peña, desde Buenos Aires; y el general Julio A. Roca, desde Río Cuarto, donde se desempeñaba como Jefe de la Región Militar de Río Cuarto y San Luis, quienes seguían con atención los sucesos cordobeses, finalmente avalaron la asunción de Del Viso.
- Datos: Q5775487